# Chiesa di San Giovanni Battista (Celle di Macra)
La chiesa di San Giovanni Battista è la parrocchiale di Celle di Macra, in provincia di Cuneo e diocesi di Saluzzo; fa parte della zona di Busca, Dronero e Valle Maira.

## Storia
L'originario luogo di culto di Celle sorse presumibilmente tra i secoli XII e XIII; tuttavia, la prima citazione che ne certifica la presenza è più tarda, dato che risale alla fine del Trecento, qua do era ancora compreso nell'arcidiocesi di Torino.
Nel 1629 il vescovo di Saluzzo Giacomo Marenco, durante la sua visita pastorale, annotò che la chiesa si componeva di due navate, delle quali solo la minore coperta da una volta, e che si celebrava l'anniversario della consacrazione il 20 novembre.
La prima pietra della nuova parrocchiale venne posta nel 1724; l'edificio, che andò ad inglobare il campanile dell'antica chiesa, fu portato a termine due anni dopo.
Nel 1952 si provvide a restaurare gli altari e il fonte battesimale e nel 1964 a risistemare l'interno, con la sostituzione del pavimento e dei banchi; negli anni settanta la chiesa venne adeguata alle norme postconciliari mediante l'aggiunta dell'ambone e dell'altare rivolto verso l'assemblea.

## Descrizione

### Esterno
La facciata a capanna della chiesa, rivolta a nordovest, presenta centralmente il portale d'ingresso, un affresco e una finestra, mentre ai lati vi sono due coppie di lesene binate d'ordine tuscanico sorreggenti il timpano, entro il quale si apre un oculo.
Annesso alla parrocchiale è il campanile romanico a base quadrata, la cui cella presenta su ogni lato una bifora ed è coronata dalla guglia piramidale.

### Interno
L'interno si compone di un'unica navata sulla quale s'aprono due cappelle laterali introdotte da archi a tutto sesto e le cui pareti sono scandite da lesene con capitelli dorici sorreggenti la trabeazione con fregio liscio sopra la quale si impostano le volte a vela; al termine dell'aula si sviluppa il presbiterio, rialzato di alcuni gradini, delimitato da balaustre e chiuso dall'abside quadrata.
Qui sono conservate diverse opere di pregio, tra le quali il polittico raffigurante la Madonna col Bambino e Santi, dipinto da Hans Clemer nel 1496, il battistero, realizzato presumibilmente dalla bottega dei fratelli Zabreri, e una pala d'altare eseguita da Francesco Gonin.